# Alicia Cawiya
Alicia Cawiya o Cahuiya (Ñoneno, siglo XX) es una política y activista por los derechos indígenas ecuatoriana huaorani, jefa de la división de mujeres en la Confederación de Pueblos Indígenas de Ecuador y una de las voces más visibles en la defensa de los derechos de los clanes huaorani no contactados, los Taggaera y Taromenane. La BBC la nombró una de las 100 mujeres más influyentes de 2023.

## Trayectoria
Nació en la comunidad Ñoneno, en la reserva de Yasuní, en Ecuador. Su abuelo, Iteca, fue un respetado guerrero huaorani que luchó contra los caucheros y esquilmadores de caucho del Amazonas, y fue asesinado. En su infancia, fue enviada para ser criada por misioneros, que facilitaban las cosas para que las compañías petroleras pudieran pasar al territorio indígena sin resistencia, aunque ella volvió al bosque. Desde su juventud comenzó su lucha por  la protección de su cultura y territorio. Con 18 años era ya una líder, tras los pasos de su abuelo, en una comunidad tradicionalmente dominada por hombres. Se convirtió en la primera mujer electa huaorani con el cargo más alto en la representación política indígena nacional.
En la década de los 2000, se organizó con otras mujeres, mejoró su español y viajó con más frecuencia a Quito para narrar el drama de su pueblo a causa de la industria petrolera. Alcanzó la vicepresidencia de la Federación Nacional Waorani (NAWE) y en 2005, junto a otras líderes de la comunidad, fundó la Asociación Mujeres Waorani de la Amazonía ecuatoriana, con el objetivo de generar empleo, autonomía financiera, fortalecer emprendimientos de mujeres y visibilizar su presencia política. Se convirtió en vicepresidenta de la Nación Huaorani de Ecuador y la líder del movimiento en contra de la explotación petrolera en su zona. 
El 3 de octubre de 2013 dio un discurso en el Congreso Nacional del Ecuador, después conocida como la Asamblea Nacional del Ecuador, a favor de la protección de la cuenca del Amazonas ante la amenaza de la industria petrolera en su lengua nativa y en español. Cuestionó que siete compañías petroleras habían estado trabajando en su pueblo, que ahora eran más pobres y nada habían ganado. Su discurso no cambió la decisión de la Asamblea Constituyente, y la explotación Yasuní-TT fue aceptada por 108 votos a favor de 133. Su construcción comenzó en 2016. También en 2013, fue testigo en la Comisión Interamericana de Derechos Humanos (CIDH) para abordar la situación de los pueblos Tagaeri-Taromenane, afectados por proyectos de desarrollo que devastan recursos naturales y modos de vida. 
Ese 2018 intervino en el Foro Permanente de la ONU Sobre los Asuntos Indígenas y participó en  el foro Mujeres amazónicas, lucha y desafíos frente a la globalización. en la Universidad Andina Simón Bolívar. Desde ese año, se convirtió en coordinadora del Programa de Pueblos Indígenas Aislados de la Organización Land is Life.
En 2019, el pueblo waorani ganó el fallo legal en tribunales nacionales para que se respete el derecho de consulta previa, libre e informada, amparado en el artículo 57 de la Constitución Política del Estado ecuatoriano, aunque el gobierno no frenó sus planes. En verano de 2021, fue elegida como la responsable de Mujer y Familia en la Confederación de Nacionalidades Indígenas del Ecuador (Conaie), que reúne 53 organizaciones de 18 pueblos y 15 nacionalidades indígenas. Eso la convirtió en primera mujer waorani electa con el cargo político más alto.
En 2023, el pueblo ecuatoriano ganó un referemdum para detener la perforación en el Parque Nacional Yasuní de nuevos pozos petroleros. En agosto de 2024, junto a otros líderes, se manifestó ante la Corte Constitucional y entregó su plan de acción Post-Consulta Popular y exigir que se les incluya en el Comité de Ejecución de la Voluntad Popular Yasuní – ITT.

## Contexto
Desde 1972, Ecuador es un gran exportador de petróleo a América del Sur, el tercero después de Venezuela y México. Las infraestructuras para extraer el petróleo afecaron a la región amazónica ecuatoriana social y ecológicamente.  Uno de los ejemplos, fue el caso Texaco-Chevron. Esta petrolera estadounidense operó en la región amazónica ecuatoriana entre 1964 y 1992, con 339 pozos en 15 yacimientos de petróleo y abandonando 627 pozos de aguas residuales tóxicas y otros elementos de la infraestructura petrolera. Ahora se sabe que estas tecnologías altamente contaminantes y hoy obsoletas se usaban como forma de reducir gastos. 
Tras abandonar la empresa Ecuador, el gobierno inició acciones legales para obtener una indemnización, ya que la compañía había intentado evitar el pago de una tasa de 19 millones de dólares. El conflicto duró más de veinte años hasta que en junio de 2017, el Tribunal Supremo de Estados Unidos dio la razón al Texaco-Chevron.  En septiembre de 2013, el gobierno anunció la explotación de la zona del Parque Nacional de Yasuní y del bloque 43, conocido como ITT (Ishpingo, Tiputini y Tambococha), que tenía un gran impacto económico. En esa región de gran biodiversidad, viven los Kichwa, Shuar, Waorani y Tagaeri o Taromenane. 

## Reconocimientos
La corporación estatal británica calificó a Alicia Cawiya como figura clave en la lucha por la protección de la selva amazónica de Ecuador. En 2023, fue incluida en la lista de las 100 mujeres más influyentes del año de la BBC.